# Tordenkile
En tordenkile er en symbolsk repræsentation af et lynnedslag. Flere religioner forestillede sig tordenkiler udslynget af himmelske guder mod fjender eller for at udtrykke støtte til eller mishag med et eller andet. Derfor kunne der tages varsler af tordenvejr. 
En tordenkile gengives ofte som et lyn med tydelig spids, som en pil eller som et bundt af lyn. Den tidlige protoindoeuropæiske gud Himmelfader var ophav til de himmelske lyn. En arv der fulgte hans nyere versioner som Zeus og Jupiter. 
Hvor et lyn slog ned, antog man, at der dannedes en tordensten. Den kunne beskytte mod lynnedslag i en bolig.